# Lista das melhores universidades brasileiras por curso de graduação
A lista das melhores Universidades do Brasil por curso de graduação é prepara pelo jornal Folha de S.Paulo desde 2012 e leva em consideração a avaliação do mercado, a qualidade de ensino, a nota no Enade e  outros critérios. Universidades privadas e públicas são avaliadas.
Os melhores cursos no ano de 2014 estão relacionados abaixo.

## Lista por curso de graduação
| Curso de graduação                            | Instituições mais bem colocadas               | Sigla das instituições | UFs               | Instituição |
| --------------------------------------------- | --------------------------------------------- | ---------------------- | ----------------- | ----------- |
| Administração                                 | Universidade Federal do Rio de Janeiro        | UFRJ                   | Rio de Janeiro    | Federal     |
| Agronomia                                     | Universidade Federal de Viçosa                | UFV                    | Minas Gerais      | Federal     |
| Arquitetura e Urbanismo                       | Universidade de São Paulo                     | USP                    | São Paulo         | Estadual    |
| Biologia ou Ciências Biológicas               | Universidade Federal de Minas Gerais          | UFMG                   | Minas Gerais      | Federal     |
| Biomedicina                                   | Universidade de São Paulo                     | USP                    | São Paulo         | Estadual    |
| Ciências da Computação                        | Universidade Federal de Minas Gerais          | UFMG                   | Minas Gerais      | Federal     |
| Ciências Contábeis                            | Universidade Federal do Rio de Janeiro        | UFRJ                   | Rio de Janeiro    | Federal     |
| Design                                        | Universidade Federal do Rio Grande do Sul     | UFRGS                  | Rio Grande do Sul | Federal     |
| Direito                                       | Universidade Federal de Minas Gerais          | UFMG                   | Minas Gerais      | Federal     |
| Economia ou Ciências Econômicas               | Universidade de São Paulo                     | USP                    | São Paulo         | Estadual    |
| Educação Física                               | Universidade de São Paulo                     | USP                    | São Paulo         | Estadual    |
| Enfermagem                                    | Universidade Federal do Rio de Janeiro        | UFRJ                   | Rio de Janeiro    | Federal     |
| Engenharia Ambiental                          | Universidade Federal do Rio Grande do Sul     | UFRGS                  | Rio Grande do Sul | Federal     |
| Engenharia Civil                              | Universidade de São Paulo                     | USP                    | São Paulo         | Estadual    |
| Engenharia de Controle e Automação            | Universidade Estadual de Campinas             | UNICAMP                | São Paulo         | Estadual    |
| Engenharia de Produção                        | Universidade Federal do Rio de Janeiro        | UFRJ                   | Rio de Janeiro    | Federal     |
| Engenharia Elétrica                           | Universidade de São Paulo                     | USP                    | São Paulo         | Estadual    |
| Engenharia Mecânica                           | Universidade de São Paulo                     | USP                    | São Paulo         | Estadual    |
| Engenharia Química                            | Universidade de São Paulo                     | USP                    | São Paulo         | Estadual    |
| Farmácia ou Bioquímica                        | Universidade Estadual de Campinas             | UNICAMP                | São Paulo         | Estadual    |
| Filosofia                                     | Pontifícia Universidade Católica de São Paulo | PUC-SP                 | São Paulo         | Privada     |
| Física                                        | Universidade de São Paulo                     | USP                    | São Paulo         | Estadual    |
| Fisioterapia                                  | Universidade Federal de Minas Gerais          | UFMG                   | Minas Gerais      | Federal     |
| Geografia                                     | Universidade de São Paulo                     | USP                    | São Paulo         | Estadual    |
| História                                      | Universidade Federal de Minas Gerais          | UFMG                   | Minas Gerais      | Federal     |
| Jornalismo                                    | Universidade de São Paulo                     | USP                    | São Paulo         | Estadual    |
| Letras                                        | Universidade de São Paulo                     | USP                    | São Paulo         | Estadual    |
| Matemática                                    | Universidade Estadual de Campinas             | UNICAMP                | São Paulo         | Estadual    |
| Medicina                                      | Universidade de São Paulo                     | USP                    | São Paulo         | Estadual    |
| Universidade Federal de São Paulo             | UNIFESP                                       | São Paulo              | Federal           |             |
| Universidade Federal do Rio de Janeiro        | UFRJ                                          | Rio de Janeiro         | Federal           |             |
| Medicina Veterinária                          | Universidade Federal de Minas Gerais          | UFMG                   | Minas Gerais      | Federal     |
| Universidade Estadual Paulista                | UNESP                                         | São Paulo              | Estadual          |             |
| Universidade de São Paulo                     | USP                                           | São Paulo              | Estadual          |             |
| Nutrição                                      | Universidade Estadual Paulista                | UNESP                  | São Paulo         | Estadual    |
| Universidade de São Paulo                     | USP                                           | São Paulo              | Estadual          |             |
| Universidade de Brasília                      | UNB                                           | Distrito Federal       | Federal           |             |
| Odontologia                                   | Universidade de São Paulo                     | USP                    | São Paulo         | Estadual    |
| Universidade Estadual de Campinas             | UNICAMP                                       | São Paulo              | Estadual          |             |
| Universidade Federal do Rio Grande do Sul     | UFRGS                                         | Rio Grande do Sul      | Federal           |             |
| Pedagogia                                     | Universidade de São Paulo                     | USP                    | São Paulo         | Estadual    |
| Pontifícia Universidade Católica de São Paulo | PUC-SP                                        | São Paulo              | Privada           |             |
| Universidade Federal de Minas Gerais          | UFMG                                          | Minas Gerais           | Federal           |             |
| Propaganda e Marketing                        | Universidade Federal de Minas Gerais          | UFMG                   | Minas Gerais      | Federal     |
| Universidade de São Paulo                     | USP                                           | São Paulo              | Estadual          |             |
| Pontifícia Universidade Católica de São Paulo | PUC-SP                                        | São Paulo              | Privada           |             |
| Psicologia                                    | Universidade de São Paulo                     | USP                    | São Paulo         | Estadual    |
| Universidade Federal de Minas Gerais          | UFMG                                          | Minas Gerais           | Federal           |             |
| Universidade de Brasília                      | UNB                                           | Distrito Federal       | Federal           |             |
| Química                                       | Universidade de São Paulo                     | USP                    | São Paulo         | Estadual    |
| Relações internacionais                       | Universidade de São Paulo                     | USP                    | São Paulo         | Estadual    |
| Serviço Social                                | Universidade Federal do Rio de Janeiro        | UFRJ                   | Rio de Janeiro    | Federal     |
| Sociologia                                    | Universidade de São Paulo                     | USP                    | São Paulo         | Estadual    |
| Turismo                                       | Universidade de São Paulo                     | USP                    | São Paulo         | Estadual    |